# Estação Berri-UQAM
A Estação Berri-UQAM é uma das estações do Metrô de Montreal, situada em Montreal, entre a Estação Saint-Laurent, a Estação Beaudry, a Estação Champ-de-Mars, a Estação Sherbrooke e a Estação Jean-Drapeau. É uma das estações terminais da Linha Amarela e faz parte da Linha Verde e da Linha Laranja.
Foi inaugurada em 14 de outubro de 1966. Localiza-se no cruzamento da Rua Saint-Denis com a Rua Berri, o Boulevard de Maisonneuve e a Rua Saint-Catherine. Atende o distrito de Ville-Marie.